# 지구가 멈추는 날
《지구가 멈추는 날》(영어: The Day the Earth Stood Still) 혹은 지구가 멈추는 날 2012는 2008년 미국 SF 영화로, 1951년 동명 영화 《지구 최후의 날》 리메이크 작품이다. 데이비드 스카파가 쓴 각본은 해리 베이츠가 1940년 발표한 고전 과학 단편 소설 "Farewell to the Master"와 에드먼드 H. 노스가 이를 각색한 1951년 영화 각본에 기반을 두었다. 배급은 21세기 폭스사가 맡았다.
스콧 데릭슨이 연출하고 키아누 리브스가 주인공으로 출연한 이 영화는 원작의 냉전 시대 핵전쟁 테마를 현대 지구 생태 학살(ecocide) 문제로 대체하고있다. 플롯은 인간 행동을 바꾸거나 인류를 아예 지구에서 근절할 목적에서 보내진 외계인 클라투를 주된 인물로 다루고 있다.
이 영화는 원래 2008년 5월 9일 공개될 예정이었지만, 미국에서 2008년 12월 12일부터 일반 극장과 IMAX 극장에서 상영되는 롤아웃 일정으로 출시되었다. 평단 반응은 주로 부정적이었으며, 로튼 토마토가 수집한 186개 평 중 21%만이 긍정 성향으로 나타났다. "특수 효과에 치중했으나 기초가 되는 이야기 응집력이 약하다"는 평을 받았다. 개봉 주간 미국 영화 시장에서 1위를 차지했으며, 전 세계에서 2억 3천 3백만 달러가 넘는 흥행을 기록했다.

## 줄거리
1928년 한 등산가가 인도 카라코람산맥을 등반하던 중 빛나는 구체를 발견하고 정신을 잃었다가 손등에 흉터를 입은 채 깨어난다.
현재. 목성 궤도 너머에서 지구를 향해 고속으로 돌진 중인 물체가 발견되고 인류를 말살 시킬 것으로 관측되면서 우주생물학자 헬렌, 친구 마이클 등 과학자들이 소집된다. 물체는 맨해튼에 착륙하고, 이는 거대한 구체 우주선으로 판명된다. 그 안에서 나온 외계인을 육군이 쏘자 인체 모형 로봇이 나타나 인근 장비를 전부 못 쓰게 만들고 고주파 소음을 방출한다. 외계인이 "클라투 버라다 닉토"라고 명령하자 로봇이 정지한다.
실험실로 옮겨진 외계인은 총알을 제거하는 과정에서 생체 공학으로 설계된 인간 태반과 유사한 우주복이 벗겨지면서 지구에서 "태어난" 뒤 빠르게 나이를 먹어 1928년의 등산가와 같은 외형이 된다.   
외계인은 자신을 행성 문명 모임 대표로 온 클라투라고 소개하고 국방장관 리지나에게 인류 대표들을 향해 전할 말이 있다고 한다. 그러나 리지나는 불가능하다고 답한 뒤 클라투를 가두고 심문을 시작한다. 클라투는 조사관의 정신을 지배하여 도주한다.   
한편 군은 로봇에 고트(Genetically Organized Robotic Technology)라는 이름을 붙이고 클라크군 웨더산 지하 연구실로 보낸다.   
클라투는 중국인 모습을 한 채 지구에 살고 있는 다른 외계인 동료 우 씨를 만난다. 우 씨는 인간은 파괴적이고 스스로 하는 행위가 비극을 초래할 것을 잘 알면서도 변화하기를 거부하지만 그럼에도 그런 인간을 사랑하게 되었다고 말한다.   
헬렌은 클라투의 목적이 "인류"를 구하는 게 아니라 인류로부터 "지구"를 구하는 것이라는 걸 알고 충격을 받는다. 클라투는 곧 일으킬 일종의 대홍수가 끝나면 다시 지구에 들여올 생각에서 작은 구체들을 내보내 동물 종을 최대한 수집하기 시작한다.   
노벨상 수상자 반하트 교수는 클라투에게 인간이 곧 스스로 해답을 찾을테니 기다려달라고 한다. 헬렌의 의붓아들 제이컵은 클라투가 체포되도록 당국에 연락하지만 클라투는 자신을 노리는 헬리콥터 두 대를 간단히 제압한다.
고트는 자기 복제가 가능한 곤충 형태 나노 기계를 내보내고, 기계떼는 가는 곳마다 인간이 만들어낸 산물을 전부 삼켜버린다. 기계 벌레는 제이컵과 헬렌 몸 안에도 들어가고, 제이컵이 죽어간다. 헬렌이 제이컵을 살려달라고 호소하자 고민하던 클라투는 제이컵 체내에 잠복한 기계 벌레들을 본인 몸으로 옮긴다.
그간 관찰한 모습을 종합하여 인류가 변화할 수 있을 거라고 결론 내린 클라투는 인류를 살리는 선택을 한다. 클라투가 작은 구체 중 하나를 만지자 클라투의 인간 몸이 산산이 분해되고, 기계 벌레는 비활성화되고, 지구상에서 전기로 구동되는 모든 장비들이 작동을 멈춘다.
헬렌과 제이컵이 지켜보는 가운데 클라투가 담겨있을 구체 우주선이 지구를 떠난다.

## 출연
- 키아누 리브스 - 클라투 역
- 제니퍼 코널리 - 헬렌 벤슨 역
- 제이든 스미스 - 제이컵 벤슨, 헬렌의 의붓아들 역
- 존 클리즈 - 칼 반하트 교수, 노벨상 수상자 역
- 존 햄 - 마이클 그레이니 역
- 캐시 베이츠 - 리지나 잭슨 국방장관 역
- 카일 챈들러 - 존 드리스컬 역
- 로버트 네퍼 - 애들먼 대령 역
- 제임스 홍 - 우 씨 역
- 존 로스먼 - 마이런 박사 역
- 브랜던 T. 잭슨 - 미사일 공격 기술 담당 군인 역

## 기타 제작진
- 라인 제작: 마빈 타운스 주니어
- 배역: 하이키 브랜드스태터, 민디 마린, 코린 메이어스
- 미술: 데이비드 브리즈빈
- 세트: 엘리자베스 윌콕스
- 의상: 티시 모너핸